# Міжнародний ліцей «Гранд»
Ліцей «Гранд» (Міжнародний ліцей «Гранд») — освітній заклад у Голосіївському районі Києва, на вулиці Жилянській, 38. Викладання здійснюється українською і російською мовами. У ліцеї навчаються з 1 по 11 класи. Навчання платне. Повний навчальний день (з 9:00 до 17:45). Посилене вивчення англійської мови, бізнесу та комп'ютерних технологій.
Ліцей працює з 1988 року. Це перша приватна школа в Україні.
Гранд визнано однією з найкращих п'ятизіркових шкіл світу американським акредитаційним комітетом Ai. Ліцей має вищий рівень Міжнародної акредитації NCPSA, що підтверджує визнання високих стандартів навчання.
Вивчаються іноземні мови: англійська, німецька, французька, японська.
Крім необхідних за державним стандартом занять з англійської мови, додані уроки авторського курсу «Англійська розмовна», де акцент робиться на активний speaking, рольові ситуації, інтенсивне запам'ятовування.
Відвідуються за вибором і бажанням дітей і батьків: саксофон, блокфлейта, фортепіано, синтезатор, рукопашний бій, гітара, спів, хореографія, акробатика, футбол, настільний теніс, шахи; додаткові заняття з предметів.
Навчання різним видам спорту здійснюється за урочною системою (за державною програмою), а також по системі практикумів, секцій, факультативів, тренінгів.
Такі види спорту як верхова їзда, гірськолижний спорт, ролер-спорт, боулінг, великий теніс і плавання проводяться на спеціально обладнаних спортивних базах: інститут фізкультури, база Олімпійського резерву, кінно-спортивна база, роледром, боулінг тощо. Для гірськолижного спорту — «Пролісок» або «Протасів Яр».
Ділова економічна гра проводиться з 1 по 11 класи. Гра заснована за зразком реальної економічної системи і передбачає існування своєї валюти, своїх фірм, проведення реальних аукціонів, ярмарків.
Проєкти: танцювальна студія, спів, сакс-бенд, клас гітари, артдизайн, артекшн студія, 101-ідея, акробатика, вебдизайн та комп'ютерна графіка, клас саксофона, блокфлейти , ударних інструментів, LEGO, «Історичні забави», англійський театр, фотопроєкт, Hand Made, YouTube, 3D-друк. Проекти — це колективна творча діяльність учнів. Ситуація вибору. Кожне півріччя ліцеїсти мають право змінити проект або залишитися на вже обраному.
Тренінги життєвих вмінь: віршування, психологічна практика, кмітливість, бізнес-тренінги, етикет, голос лідера, мистецтво презентації, стиль життя, соціальні тренінги, економічні тренінги, урок гумору, самооборона, профорієнтація, харизма, уроки спадщини, тайм-менеджмент, лідерство, публічний виступ. Тренінги життєвих вмінь — це курс навчання, де діти вчаться правильним формам поведінки в реальному житті, сприяють підвищенню впевненості в собі.
На території ліцею розташовано: дитячий майданчик з атракціонами для молодших школярів, сквер, тенісний корт, стадіон, тренажерна зона для старшокласників.
Територія повністю закрита, охороняється, забезпечена відеоспостереженням.
Навчальна техніка: 120 комп'ютерів, 140 планшетів, інтерактивні дошки, плазмові панелі, мультиборди, ноутбуки, швидкісний безпровідний Інтернет (Wi-Fi).
Харчування 3-разове. Розроблено п'ять дієт-меню для різних категорій дітей. Працює ліцейське кафе «Ситий ліцеїст».
Шкільний трансфер представлено 10 «Мерседес», які курсують за спеціальними маршрутами вранці і ввечері, а також возять дітей на виставки, в музеї, спортивні секції та інші активності.
Система освіти спрямована на подвійний результат: державна програма плюс навички та компетенції, які потрібні в житті.
Ліцей розташований в колишній садибі Міллера XIX століття — це комплекс з 5 будинків у центрі Києва, побудованих в неогрецькому стилі архітектором А.-Ф. Крауссом. Будівлі мають історичну та архітектурну цінність. На початку 1860-х років тут існувала школа товариства «Стара громада». Серед членів «Старої громади» були Володимир Антонович, Вільям Беренштам, Хведір Вовк, Михайло Драгоманов, Павло Житецький, Микола Зібер, Олександр Кістяківський, Микола Ковалевський, Олександр Кониський, Петро Косач, Михайло Левченко, Микола Лисенко, Федір Міщенко, Костянтин Михальчук, Володимир Науменко, Іван Нечуй-Левицький, Ілля Рева, Тадей Рильський, Іван Рудченко (Білик), Олескандр Русов, Михайло Старицький, Олександр Стоянов, Євген Судовщиков, Сергій Подолинський, Юрій Цвітковський, Олександр Цись, Павло Чубинський, Яків Шульгин, Євген Борисов та інші діячі української інтелігенції. Число її членів було близько 200 чоловік.

## Педагогічний колектив
Загальна кількість педагогічного колективу складає 58 осіб. З них забезпечує виконання робочого навчального плану 42 вчителя.
Мають кваліфікаційну категорію:
- спеціаліст вищої категорії — 55 %;
- спеціаліст першої категорії — 7 %;
- спеціаліст другої категорії — 31 %;
- спеціаліст — 7 %;

Мають педагогічне звання:
- вчитель-методист — 31 %;
- старший учитель — 9,5 %;
- відмінник освіти України — 7 %.

Окрім того, у ліцеї працюють 3 кандидати наук, 3 аспіранти, 1 майстер спорту міжнародного класу, 1 майстер спорту, 1 гросмейстер.
Науковий ступінь мають: заснованик освітньої корпорації «Гранд» Співаковський Володимир  Михайлович (кандидат економічних наук), віце-президент освітньої корпорації «Гранд» Співаковська Ірина Олександрівна (доктор психологічних наук), учитель історії та правознавства Дмитрієв Володимир Сергійович (кандидат історичних наук).

## Відомі випускники
- Мхітарян Артур Нвєрович